# Kostel svatého Lva Velikého (Paříž)
Kostel svatého Lva Velikého (fr. Église Saint-Léon) je katolický farní kostel v 15. obvodu v Paříži na náměstí Place du Cardinal-Amette.

## Historie
Základní kámen kostela položil 21. října 1924 pařížský arcibiskup kardinál Louis Dubois. Trojlodní stavba byla vysvěcena 11. května 1926. Apsida kostela byla otevřena 28. října 1930. Dne 22. ledna 1933 kardinál Jean Verdier vysvětil dokončený kostel včetně zvonice a posvětil pět zvonů.
Kostel byl zasvěcen papeži svatému Lvu Velikému, na paměť Léona Théliera, manžela donátorky, která umožnila výstavbu kostela.

## Architektura
Plány kostela navrhl architekt Émile Brunet. Kostel je postaven z betonu pokrytého cihlami. Výzdoba kostela je inspirována stylem art deco - vitráže, mozaiky, sochy, kování apod.